# Abstrac
Abstrac är ett kortspel för två spelare, konstruerat av den brittiske kortspelsspecialisten David Parlett. Till skillnad mot de allra flesta kortspel är abstrac ett spel med fullständig information, vilket innebär att de båda spelarna har full kännedom om hur korten är fördelade.
Spelet är influerat av det klassiska matematiska spelet nim. Korten läggs med framsidan upp i en lång rad, och spelarna turas sedan om att plocka valfritt ett, två eller tre kort från kortradens ena ände. Spelet går ut på att plocka till sig kort som bildar poänggivande kombinationer och samtidigt försöka plocka så få kort som möjligt. 